# Paya Rabo Timur
Paya Rabo Timur is een bestuurslaag in het regentschap Aceh Utara van de provincie Atjeh, Indonesië. Paya Rabo Timur telt 260 inwoners (volkstelling 2010).